# Liste der Kulturgüter in Trogen
Die Liste der Kulturgüter in Trogen enthält alle Objekte in der Gemeinde Trogen im Kanton Appenzell Ausserrhoden, die gemäss der Haager Konvention zum Schutz von Kulturgut bei bewaffneten Konflikten, dem Bundesgesetz vom 20. Juni 2014 über den Schutz der Kulturgüter bei bewaffneten Konflikten sowie der Verordnung vom 29. Oktober 2014 über den Schutz der Kulturgüter bei bewaffneten Konflikten unter Schutz stehen.
Objekte der Kategorien A und B sind vollständig in der Liste enthalten, Objekte der Kategorie C fehlen zurzeit (Stand: 1. Januar 2023). Unter übrige Baudenkmäler sind zusätzliche Objekte zu finden, die gemäss Angaben des kantonalen Denkmalschutzes als kommunale Kulturobjekte eingestuft wurden und nicht bereits in der Liste der Kulturgüter enthalten sind.

## Kulturgüter
| Foto |                                                                                           | Objekt                                                  | Kat. | Typ | Standort                                | Beschreibung |
| ---- | ----------------------------------------------------------------------------------------- | ------------------------------------------------------- | ---- | --- | --------------------------------------- | --- |
| ja   | Datei hochladen · Wikidata zu Pfarr- und Gemeindehaus (ehemaliger Herrensitz) (Q14565987) | Pfarr- und Gemeindehaus KGS-Nr.: 00525                  | A    | G   | Landsgemeindeplatz 1 752935 / 252735    | Erbaut 1760–63 als Familiensitz für Jakob Zellweger-Wetter (1723-1808) von Hans Ulrich Grubenmann. Klassizistischer Bau mit schiefem Grundriss, mit Quadersteinfront, Mittelrisalit und feinprofiliertem Dreiecksgiebel. Im ganzen Haus hervorragende Rokokostuckaturen, wohl von einem Moosbrugger gegen 1770; im Treppenhaus bauhistorisch 16 aufschlussreiches Stuckrelief (1769–70) mit Darstellung einer Trogener Landsgemeinde mit der früheren spätgotischen Kirche. Zwei Turmöfen von Johann Heinrich Meyer, um 1765. Ausstellungsraum Kantonsbibliothek im Festsaal. Gesamtrenovierung 1975–77 von Hans Ulrich Hohl, dabei auch Rekonstruktion Bemalung Tafelläden. |
| ja   | Datei hochladen · Wikidata zu Reformierte Kirche (Q2137101)                               | Reformierte Kirche KGS-Nr.: 00526                       | A    | G   | Landsgemeindeplatz 1a 752959 / 252797   | Neu erbaut 1779–82 von Hans Ulrich Grubenmann; Unterhaltsarbeiten und neue Glasfenster 1877–78 durch Johann Christoph Kunkler und Adolf Müller. Hausteinfassade mit vorgeblendeten, leicht nach innen gestaffelten Säulen im Übergangsstil vom Rokoko zum Klassizistischen Turm mit welscher Haube; Henkerglöcklein mit gotischer Inschrift, älteste Glocke des Kantons, datiert 1465. In der Kirche noch reine Rokokostuckaturen und Kanzel aus Stuckmarmor 1781 von Peter Anton Moosbrugger; aus gleicher Zeit die für eine zwinglianische Kirche ungewohnte Deckenmalerei, u. a. interessante Darstellung von Jes. 45,22. Originale Grubenmann Empore an der Nordwestflanke. Sorgfältige Gesamtrestaurierung 1989–90 von Robert Bamert. |
| ja   | Datei hochladen · Wikidata zu Rathaus (Q19362454)                                         | Rathaus KGS-Nr.: 00527                                  | A    | G   | Landsgemeindeplatz 2 752950 / 252751    | Als letzter grosser Steinpalast am Dorfplatz 1802–05 durch Konrad Langenegger erbaut Wohn- und Geschäftssitz von Landammann und Textilhandelsherr Jakob Zellweger-Zuberbühler (1770-1821), seit 1841 Rathaus, heute Sitz von Polizei und Gericht. Klassizistischer Palast mit streng gegliederten Haupt- und Seitenfronten, Attikageschoss und steilem Walmdach. Prächtiger, zweigeschossiger Fest- und Bibliothekssaal (heute Obergerichtssaal), durch mehrfarbige Wandsäulen aus Stuckmarmor gegliedert und durch eine umlaufende Galerie unterteilt; unten Standesscheiben von 1601, in der Galerie Porträtfolge von Landammännern seit 1597 (älteste Originale, von Herisau aus Platzmangel nach Trogen verlegt; s. Herisau). |
| ja   | Datei hochladen · Wikidata zu Zellwegerscher Doppelpalast (Q19362456)                     | Zellwegerscher Doppelpalast KGS-Nr.: 00528              | A    | G   | Landsgemeindeplatz 5, 6 752924 / 252789 | Grosses Doppelhaus mit barocken Stilmerkmalen. Nordöstliche Hälfte 1747 für Landammann und Kaufherr Johannes Zellweger-Sulser (1695-1774) erbaut, Johannes Grubenmann zugeschrieben, südwestliche Hälfte 1787–89 von Hansjörg Altherr für Landesfähnrich und Kaufherr Johannes Zellweger-Hirzel (1730- 1802). Verbindung der Hausteile durch gemeinsames Walmdach. Im 1. und 2. OG von Nr. 5 Régencestuckaturen, im 3. OG (ehemaliges Mansardgeschoss) Stuck im Übergangsstil von Régence zu Rokoko, um 1747. Renovierung 1988 |
| ja   | Datei hochladen · Wikidata zu Fünfeckpalast (Q19362452)                                   | Fünfeckpalast KGS-Nr.: 00529                            | A    | G   | Landsgemeindeplatz 7 752865 / 252797    | Als grösster Trogener Palast Sinnbild für Reichtum, Macht und Weltläufigkeit seines Erbauers. Erbaut als Handels- und Wohnhaus 1802–09 von Langenegger für Geschichtsschreiber und Philanthrop Johann Caspar Zellweger-Gessner (1768-1855). Fünfseitiger klassizistischer Flügelbau, zusammengesetzt aus Herrschaftsflügel im Osten, Kontorräumen im Norden und Gesindehaus im Süden, die einen Innenhof bilden; Vorgarten Richtung Dorfplatz. Heute Eigentum des Kantons. Seit 1994 verschiedene Renovierungsetappen durch Paul Knill: 1996 Einbau eines Kulturraums in die Kellergewölbe; 1998 Renovierung der Räume für die Kantonsbibliothek im EG, 2001–03 Renovierung Gesindehaus. |
| ja   | Datei hochladen · Wikidata zu Ehemaliges Haus Zellweger (Q19362450)                       | Ehemaliges Haus Zellweger KGS-Nr.: 00532                | A    | G   | Landsgemeindeplatz 4 752973 / 252776    | Als Wohnhaus für Handelsherrn Conrad Zellweger-Sulser (1694-1771) über schiefem Grundriss 1760 erbaut von Hans Ulrich Grubenmann. Flaches, leicht geknicktes Walmdach mit Schleppgauben, durchbrachen von Aufzugslukarne mit kielbogigem Quergiebel. Phantasievoll bemalte Tafelläden. Innen hervorragende Moosbrugger-Stuckaturen, um 1783, Übergang von Rokoko zu Klassizismus. |
| ja   | Datei hochladen · Wikidata zu Gasthaus «Zur Krone» (Q19362453)                            | Gasthaus «Zur Krone» KGS-Nr.: 00536                     | A    | G   | Landsgemeindeplatz 3 752964 / 252762    | 1727 erbaut als Wohnhaus für Conrad Zellweger-Tanner (1659-1749). Holzgiebelhaus mit Erkertürmchen und Klebedächern. Rokokobemalung auf Täfer rekonstruiert 1955 und restauriert 2000. Portal von 1767. In Zimmer 1. OG bemaltes Täfer, wohl 1767. Saalanbau an Rückfront 1867. |
| ja   | Datei hochladen · Wikidata zu Ehemaliges Haus Tobler am Berg (Q19362449)                  | Ehemaliges Haus Tobler am Berg KGS-Nr.: 00537           | A    | G   | Bergweg 1 752867 / 252723               | Bau von viereinhalb Geschossen mit Walmdach. Über gequadertem Erdgeschoß gestricktes und geschindeltes Gebäude und in der Gliederung der nordnordostwärts auf den Landsgemeindeplatz gerichteten Hauptfassade rhythmisiert, indem die acht Fensterachsen im Wechsel 3-2-3 durch kolossale toskanische Pilaster an den drei oberen Vollgeschossen und, als Fortsetzung, durch Lisenen am Mezzaningeschoß zu Einheiten zusammengefasst sind. Haupteingang an der Nordnordwestfront mit gequadertem, klassizistischem Portal, das von zwei toskanischen Pilastern flankiert ist, mit geschmiedetem klassizistischem Gitter im dreiseitig geschlossenen Oberlicht, mit zwei zweifeldrigen, rautenbesetzten Nußbaumtüren und vergitterten Flurfenstern (Seitenlichter). Auf der Gegenseite das durch einen gewölbten Korridor verbundene Gartenportal in ähnlichem Aufbau, doch mit einem Gitter aus Kreuzbogen (wie a m Treppengeländer, s.d.) im korbbogigen Oberlicht und von kannelierten pfeifenbesetzten Pilastern flankiert. |
| ja   | Datei hochladen · Wikidata zu Ehemaliges Mädchenkonvikt (Q19362451)                       | Ehemaliges Mädchenkonvikt KGS-Nr.: 00544                | A    | G   | Landsgemeindeplatz 10 752877 / 252750   | Ehemaliges Mädchenkonvikt am westlichen Platzabschluss. Stattlicher Appenzeller Holzgiebelbau, um 1650 als Wohnhaus für Conrad Zellweger-Rechsteiner (1630-1705); davor klassizistische Brunnenanlage, Brunnensäule mit Bär, dem Wappentier von Trogen; südlich davon Sandsteinbau, ehemaliges gemeinsames Waschhaus |
| ja   | Datei hochladen · Wikidata zu Sonnenhof (Q19362455)                                       | Sonnenhof KGS-Nr.: 00545                                | A    | G   | Landsgemeindeplatz 11 752910 / 252689   | Ehemaliger Sonnenhof, heute Café Ruckstuhl. Erbaut 1761 für den späteren Arzt und Landesstatthalter Bartholome Honnerlag-Zellweger (1740- 1815) von Hans Ulrich Grubenmann. spätbarockes Doppelsteinhaus mit Mansarddach. Restaurierung 1975–76 mit Wiederherstellung der Rokokobemalung der Tafelläden. |
| ja   | Datei hochladen · Wikidata zu Kantonsbibliothek Appenzell Ausserrhoden (Q539405)          | Kantonsbibliothek Appenzell Ausserrhoden KGS-Nr.: 09323 | A    | S   | Landsgemeindeplatz 7 752932 / 252743    | Bibliothek im Fünfeckpalast. |
| ja   | Datei hochladen · Wikidata zu Bauernhaus (Q29651357)                                      | Bauernhaus KGS-Nr.: 00530                               | B    | G   | Dicket 1 754283 / 251696                | In einen Balken des Giebeldreiecks eingeschnitzt das Baujahr «1686». Blauer Himmel mit goldenen Sternen an der Dachuntersicht im Zusammenhang mit einer Erweiterung des Hauses an der Südwestseite wohl 18. Jh., ebenso die seitlichen Zierbretter («Steckbretter») mit einem menschlichen Gesichtsprofil und die Ladenschösse samt Blumengestell an der vierteiligen Fensterreihe der Firstkammer, die noch Butzenscheiben aufweist. |
| ja   | Datei hochladen · Wikidata zu Blaues Haus (Q29651360)                                     | Blaues Haus KGS-Nr.: 00531                              | B    | G   | Untere Neuschwendi 1 753304 / 252547    | Seltene Zusammenfassung von Wohnhaus (mit Webkeller) und «Stadel» durch einheitliches Walmdach. Die Bemalung des Fronttäfers mit weißen bis schwarzen Rokokokartuschen auf blauem Grund, wohl letztes Viertel 18. Jh., verlieh dem angeblich von einem Honnerlag erbauten Haus den Namen. Wiederherstellung der Malerei nach originalen Spuren 1978 mit Hilfe des Appenzellischen Heimatschutzes. In einen Balken des Giebelfeldes eingeschnitzt: «17M H / AHBS 51». Nach der Hausüberlieferung soll im 19. Jahrhundert über dem rauchgeschwärzten dritten Obergeschoß das vierte eingeschoben worden sein. In der Stube alte Balkendecke. |
| ja   | Datei hochladen · Wikidata zu Ehemalige Bleiche (Q29651362)                               | Ehemalige Bleiche KGS-Nr.: 00538                        | B    | G   | Bleichi 1 753440 / 252817               | |
| ja   | Datei hochladen · Wikidata zu Heidenhaus (Q29651368)                                      | Heidenhaus KGS-Nr.: 00542                               | B    | G   | Ratholz 4 755131 / 251753               | Heidenhaus (Typ Al) in SSO-Stellung mit angebautem «Stadel». |
| ja   | Datei hochladen · Wikidata zu Bauernhaus (Q29651353)                                      | Bauernhaus KGS-Nr.: 11397                               | B    | G   | Schwendi 2 754402 / 252710              | Auf einem Balken des Giebelfeldes aufgemaltes Baujahr 1714. 1975 Erneuerung der Frontfassade. |
| ja   | Datei hochladen · Wikidata zu Heidenhaus (Q29651364)                                      | Heidenhaus KGS-Nr.: 11398                               | B    | G   | Äusserer Unterstadel 1 754144 / 252246  | Heidenhaus mit nachträglich angebautem Stall. |
| ja   | Datei hochladen · Wikidata zu Heidenhaus (Q29651370)                                      | Heidenhaus KGS-Nr.: 11484                               | B    | G   | Langenhus 1 753809 / 251216             | |
| ja   | Datei hochladen · Wikidata zu Bauernhaus (Q29651355)                                      | Bauernhaus KGS-Nr.: 14907                               | B    | G   | Dicket 5 754557 / 251796                | |
| ja   | Datei hochladen · Wikidata zu Wohnhaus (Q29651373)                                        | Wohnhaus KGS-Nr.: 14908                                 | B    | G   | Bach 11 754964 / 252367                 | |
| ja   | Datei hochladen · Wikidata zu Wohnheim (Q29651376)                                        | Wohnheim KGS-Nr.: 14909                                 | B    | G   | Wädlerstrasse 4 752996 / 252715         | |
| ja   | Datei hochladen · Wikidata zu Holzpalast Sturzenegger (Q130268840)                        | Holzpalast Sturzenegger KGS-Nr.: 16655                  | B    | G   | Schopfacker 1 752985 / 252898           | Viergeschossiges, über gequadertem Erdgeschoss gestricktes Walmdachhaus, das sich am alten Landweg nach Wald befindet. Erbaut für Ursula-Wolf-Zellweger (1735–1820) und deren Gatten und Theologen Johann Conrad Wolf (1742–1808). Im Erdgeschoss sind Stuckaturen erhalten. |
| ja   | Datei hochladen · Wikidata zu Honnerlagscher Doppelpalast (Q130268538)                    | Honnerlagscher Doppelpalast KGS-Nr.: 16656              | B    | G   | Nideren 2, 4 752745 / 252963            | Von Johannes Grubenmann für die beiden Brüder und Kaufleute Sebastian Honnerlag-Zellweger (1735-1801) und Johann Conrad Honnerlag-Zellweger (1738-1818). Walmdach mit aufgegiebeltem Mittelteil, datiert 1763; ligiertes «JHVGMB» (verm. Johann Ulrich Grubenmann) in der rechten Supraporte des spätbarocken Doppelportals; im Hausteil Nr. 116 klassizistischer Stuckaturen, gegen 1790, Peter Anton Moosbrugger zugeschriebener Hausteil Nr. 117 renoviert 1970–71 mit Wiederherstellung der Rokokobemalung an den Läden, Hausteil Nr. 116 und vorgelagerte Gartenhäuschen renoviert 2004. |
| ja   | Datei hochladen · Wikidata zu Schützenmuseum (Q130269917)                                 | Schützenmuseum KGS-Nr.: 16663                           | B    | S   | Landsgemeindeplatz 5 752932 / 252787    | Das Schützenmuseum befindet sich im obersten Stockwerk des Zellwegerschen Doppelpalasts und präsentiert historische Waffen, Fahnen und Insignien des Ausserrhodischen Schützenwesens welche dort aufbewahrt, dokumentiert und der Öffentlichkeit zugänglich macht werden. |

## Übrige Baudenkmäler
| ID   | Foto |                 | Objekt                                      | Typ | Standort                               | Beschreibung |
| ---- | ---- | --------------- | ------------------------------------------- | --- | -------------------------------------- | --- |
| 33   | ja   | Datei hochladen | Haus                                        | G   | Oberdorf 2 752860 / 252768             | Das Walmdachhaus an der Reihe vom Dorfplatz beginnend wurde ursprünglich als Giebelhaus errichtet und wies bereits 1823 einen ähnlichen Grundriss auf. Seine klassizistische Gestaltung erhielt es um 1837/38, wobei die traditionellen Reihenfenster beibehalten wurden. Danach folgen sieben gestaffelte Giebelhäuser unterschiedlicher Höhe, die sich entlang des leicht gekrümmten Sträßchens nach Südosten ausrichten. |
| 43a  | ja   | Datei hochladen | Waschhaus                                   | G   | Landsgemeindeplatz 43a 752892 / 252741 | Waschhaus, ein gequaderter Steinbau mit Walmdach, errichtet um 1860. |
| 73   | ja   | Datei hochladen | Haus                                        | G   | Schopfacker 19 753134 / 252920         | |
| 73a  | ja   | Datei hochladen | Remise                                      | G   | Schopfacker 19 753148 / 252908         | |
| 74   | ja   | Datei hochladen | Haus                                        | G   | Schopfacker 16 753103 / 252908         | |
| 112b | ja   | Datei hochladen | Abdankungshalle                             | G   | Schopfacker 752958 / 253046            | |
| 117b | ja   | Datei hochladen | Gartenpavillon                              | G   | Kantonsschulstrasse 6 752838 / 252948  | |
| 122  | ja   | Datei hochladen | Verwaltungsgebäude der Kantonsschule Trogen | G   | Kantonsschulstrasse 24 752538 / 252790 | Das ehemalige Knabenkonvikt Nr. 122, ursprünglich um 1804 als Arbeiterbehausung erbaut, wurde bis 1825 als «Kantonsschule» genutzt. Es zeigt eine reizvolle geschindelte Strickkonstruktion mit kielbogigem Satteldach in Traufstellung und Einzelfenstern. Seit 1865 dient das Gebäude ausschließlich als Konvikt. |
| 122d | ja   | Datei hochladen | Remise                                      | G   | Kantonsschulstrasse 24 752515 / 252807 | |

Legende: Siehe Legende der Liste der Kulturgüter von nationaler und regionaler Bedeutung. Anstelle der KGS-Nummer wird als Objekt-Identifikator (ID) die Gebäudenummer der kantonalen Denkmalpflege angegeben.